# André Morali-Daninos
Pour les articles homonymes, voir Morali.
 (septembre 2023).
André Morali-Daninos, alias André Abraham Morali, Albert Maurice Danoy, né le 14 février 1909 à Alger et mort le 22 août 1986 à Saint-Jean-Cap-Ferrat (Alpes-Maritimes), est un  résistant, médecin neuropsychiatre français qui a développé la psychologie appliquée.

## Biographie

### Jeunesse
André Morali-Daninos est né en 1909 dans une famille juive algérienne modeste, d’un père ouvrier-horloger. Enfant très actif et surdoué, il poursuit des études grâce à l’obtention de bourses sur concours. Bien que passionné par la mer, il s'oriente vers la médecine en raison d’une constitution frêle et d’une myopie qui lui interdisent l’entrée de l’École navale. À l'âge de 23 ans, il est interne des hôpitaux d'Alger, préparateur en physiologie à la Faculté, marié et père de famille. Ses recherches aboutissent à la mise au point du plasma sec ré-injectable, et il s'installe comme médecin en ville. La guerre qui survient l'empêche d'aller à Paris poursuivre ses recherches. Il est mobilisé dans les Zouaves, et devient médecin-chef dans le 3e chasseurs d'Afrique lors de sa démobilisation, le 20 août 1940.
Le décès de sa mère survient en septembre 1940, peu avant qu'il soit « interdit d'accès et d'exercice des fonctions publiques et de nombreuses professions », aux termes de la loi du 3 octobre 1940 « portant statut des Juifs », déchu de la nationalité française par l'abrogation du décret Crémieux, et ramené alors au « statut d'Israélite indigène soumis à la loi française » par le gouvernement de Vichy. Il parvient cependant à conserver sa pratique de médecin, pour des gardes en ville jusqu'à fin mars 1942, avant d'être contraint à dévisser sa plaque et à vendre des produits dépilatoires de sa fabrication.

### Engagement dans la Résistance
Religieux non pratiquant, profondément individualiste, il agit non par réflexe communautaire mais par réaction au climat détestable de l'Algérie vichyste. À Alger, l'armée française compte alors plus de 12 000 hommes avec son état-major, et en novembre, le plus haut représentant du maréchal Pétain, l'amiral Darlan s'y trouve en visite privée pour son fils atteint par la poliomyélite, dans un état critique.
Ayant rejoint un groupe de résistants, avec le capitaine Bouin, chargé de la démobilisation des prisonniers et évadés, et en liaison avec Jean Athias, jeune étudiant, Me Maurice Ayoun, avocat, Paul Ruff, le Dr André Morali-Daninos, ancien officier de réserve, s'active au recrutement de jeunes aptes au renseignement, aux transmissions ou au combat. Il transmet aussi les directives du colonel Tubert au groupe de la salle Géo-Gras, et participe à ses contacts avec René Capitant, qui envisageait de réorganiser « Combat » en groupe d'action en octobre 1942, mais est pris de court par le débarquement. À plusieurs reprises, de nuit, il se rend à des points convenus sur la côte pour accueillir une cargaison d'armes destinées aux insurgés, qui n'arrivera jamais.
Le 6 novembre 1942, le Dr André Morali-Daninos fait partie des principaux chefs de groupes  qui se rencontrent pour la première fois, au 26 de la rue Michelet à Alger, chez le Pr Henri Aboulker, le Quartier Général de la conjuration, et apprennent la date imminente du débarquement.
Leur insurrection est fomentée par des patriotes de tendance les plus diverses, très cloisonnée en petits groupes (où se trouvent, entre autres, le capitaine Alfred Pillafort, Henri d'Astier de La Vigerie, Jacques Lemaigre Dubreuil, Jean Rigault, Jacques Tarbé de Saint-Hardouin, l'abbé Cordier, Alphonse Van Hecke, Roger Carcassonne-Leduc, le Pr Henri Aboulker, son fils José Aboulker, Bernard Karsenty, le Dr Raphaël Aboulker, Stéphane Aboulker, Emile Atlan, Charles Bouchara, André Témime, Guy Cohen (Calvet), le commissaire André Achiary, le  général Charles Mast, le  colonel Jousse, le colonel Louis Baril) pour aider à la réussite du débarquement anglo-américain en Afrique du Nord, à la suite de l'entrevue secrète de Messelmoun avec le  général Mark W. Clark.
Douze groupements se sont formés. Dans le cadre de cette Opération Torch, l’intervention prévue consiste à neutraliser les forces armées et l’administration fidèles au régime de Vichy, en paralysant temporairement toute l’organisation de la défense militaire et des pouvoirs civils en Algérie, en arrêtant ses dirigeants et en interrompant les communications locales et avec l’extérieur, suivant une stratégie mise au point par le lieutenant-colonel Jousse, major de place à Alger, utilisant en le détournant, le plan « M.O. », plan de maintien de l’ordre en cas d’alerte précédemment élaboré pour confier au Service d’Ordre Légionnaire, les pouvoirs en urgence. Éviter toute effusion de sang fait explicitement partie des consignes.
Ils vont agir en uniforme, réglementairement munis de vrais-faux ordres de mission et de brassards « VP » des exécutants de ce plan. Le groupe A, dirigé par André Morali-Daninos, sous-officier de réserve est organisé en deux sous groupes, mais en dépit des défections nombreuses, leur groupement occupe avec 20 hommes le commissariat du 1er arrondissement et arrête le général Roubertie, commandant de la subdivision d'Alger. Le sous-groupe de Sirot et Marnat occupe le palais d'Hiver (siège de l'État-major du commandant en chef en Afrique du Nord) avec 23 hommes, Imbert, l'État-major de la division d'Alger et André Cohen-Addad avec Lucien Loufrani, les Bureaux de place, proches de l'Amirauté sur le port. Avant le retour des automitrailleuses des Gardes mobiles vichystes à l'aube, les hommes de son groupe arrivent à quitter leur PC du commissariat du 1er ardt., mais au palais d'Hiver, le groupe de Sirot encerclé est capturé, et celui de Cohen-Addad, Loufrani et Maurice Habibou, emprisonnés et menacés dans les pires conditions des cachots moyen-âgeux de l'Amirauté. Celle-ci va ouvrir la canonnade avec la gendarmerie maritime dès l’accostage de deux destroyers anglais  débarquant 300 rangers à quai pour s’emparer du port, mais pris sous le feu avec de grosses pertes, ils devront quitter le quai. Le lendemain, André Morali Daninos ira s'y constituer prisonnier avec le lieutenant Cohen-Addad  pour partager le sort de ses hommes, avec lesquels il sera libéré quelques jours plus tard[réf. souhaitée].
Leur action contribue à assurer l'efficacité du putsch, ainsi nommé par la suite, pendant l'opération Torch, et à son succès rapide avec la prise du pouvoir par les Alliés, avec des pertes humaines et des combats très réduits à Alger. Les résistants guident les troupes américaines du général Ryder en retard vers Alger, comparativement aux autres sites du débarquement au Maroc à Casablanca, Safi et Port Lyautey, en Algérie à Oran, où les actions des résistants avaient été déjouées.
Ils sont en tout moins de 400, juifs pour la plupart, jeunes et plus ou moins bien armés, dans les différents groupes qui se sont retrouvés la veille du 8 novembre 1942, à passer à l'action dans cette insurrection (nommée par la suite « coup », « coup d'État », « putsch ») complotée pour neutraliser les pouvoirs militaires et civils de Vichy à Alger. C’est une aide décisive à la réussite rapide du  débarquement anglo-américain en Afrique du Nord, conformément à l'entrevue secrète de Cherchell, qui va réussir au-delà de leurs attentes, et qui sera qualifiée plus tard de «bissectrice de la guerre», ou par  Churchill, comme «la fin du commencement».
La réussite de l'action des résistants assurant la victoire rapide du débarquement des Alliés en Afrique du Nord face aux pouvoirs civils et militaires à Alger, ouvre alors pour ces partisans d’un ralliement à De Gaulle, contrairement à leurs attentes, une période de proscription, de réclusion et d’exclusion, car bien que sous la tutelle des Américains, le Haut-commissariat de France en Afrique, nouveau pouvoir civil et militaire français en place à Alger dirigé par Darlan, maintient dans ses fonctions la plus grande partie de l’administration vichyste, de ses dirigeants et de leur idéologie.
Dès le 23 novembre les arrestations de résistants du 8 novembre se multiplient à Alger. Émile Atlan, Charles Bouchara, et Roger Jaïs sont arrêtés dans la nuit du 5 au 6 décembre 1942. Vingt-huit résistants sont traduits en cour martiale, déférés ensemble le 22 décembre devant le Tribunal militaire permanent d'Alger, juridiction d'exception du gouvernement de Vichy (qui restera en fonction jusqu'en février 1943).
L’engagement et la conscription étant rétablis pour former des troupes, rejoindre leurs unités va être compliqué pour les résistants, la loi du 3 octobre 1940 restant en vigueur (elle sera abolie en mai 1943 avec les autres lois de Vichy, le rétablissement du décret Crémieux étant repoussé jusqu'en octobre 1943).

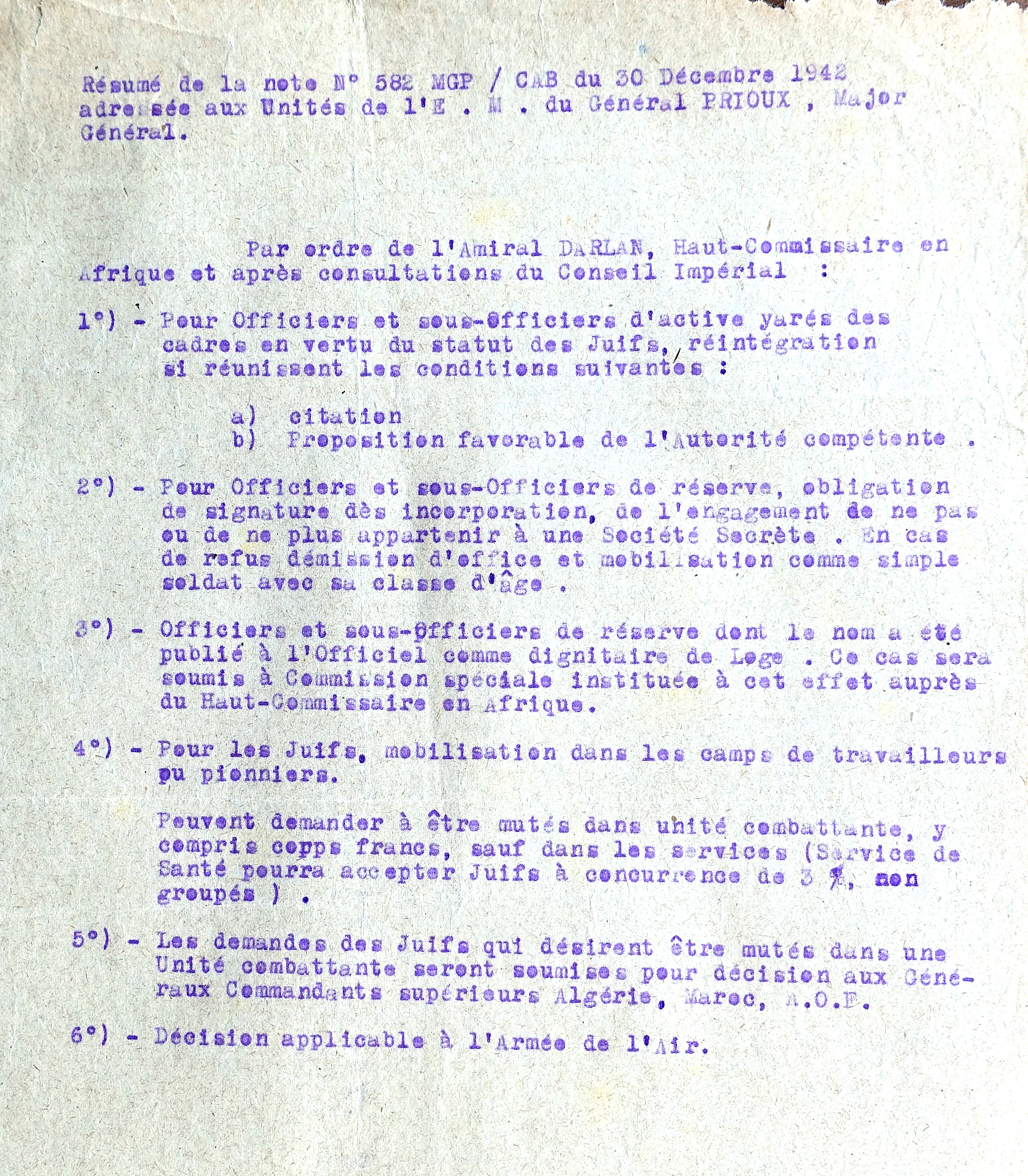
Résumé de la Note 582 MGP-CAB du 30 décembre 1942 adressée aux unités de l'État Major, du général Prioux, Major général, (par ordre de l'amiral Darlan, et après consultation du Conseil Impérial)

Mis en place avec l'amiral Darlan, le Haut-commissariat de France en Afrique va devenir après son assassinat, le Commandement en chef français civil et militaire sous l'autorité du général Giraud, qui édicte encore plusieurs dispositions réglementaires, discriminatoires successives dans le recrutement de l’armée française, du 16 novembre 1942 au 15 mars 1943, pour continuer d’exclure les juifs et les francs-maçons militaires d'active et de réserve, en les versant aux troupes coloniales, en les affectant à des « compagnies de pionniers israélites » dans des camps de travail aux conditions de vie très dures, dans le sud algérien (à El Meridj pour Émile Atlan ou emprisonnés à Laghouat pour Morali-Daninos, André Témime, Fernand Morali, les Aboulker, suspectés dans l'assassinat de Darlan), ou « afin qu'ils ne puissent pas se prévaloir par la suite du titre d'anciens combattants, et de ne pas préjuger de leur futur statut ». Mais ces camps d'internement, desquels certains s’échapperont pour rejoindre le corps-franc d'Afrique et des unités combattantes, seront officiellement fermés par la suite, le 28 avril 1943.

### Dans les Forces Françaises Libres
Après l'arrestation le 29 décembre, de 14 des auteurs du putsch, menottés par les gendarmes mobiles, et envoyés par Giraud à Laghouat, André Morali-Daninos quitte rapidement Alger dont il n’est jamais parti jusque là, le 2 janvier 1943 avec Bernard Karsenty pour rejoindre le général de Gaulle à Londres le 31 janvier 1943. Il entre dans les Forces Navales Françaises Libres, où il embarque comme médecin à bord de la corvette Aconit, et Roselys, puis sur la frégate La Découverte qui protègent les grands convois de ravitaillement harcelés par les sous-marins allemands dans l'environnement très hostile de la bataille de l'Atlantique nord et sur les mers arctiques.
Il finit la guerre en organisant des parachutages en France de médicaments pour les résistants[réf. souhaitée].

### Dans le développement de la psychologie pratiquée
À la Libération, son expérience de terrain et ses qualifications acquises le désignent tout naturellement pour créer divers services liés à la sélection et à la formation pour la Marine, les Forces aéroportées, le service psychologique de la Présidence du Conseil, et du BCRA au SDECE, assurer au service médical la sélection et le conseil psychologique des agents (de 1945 à 1971), au ministère du Travail, le Centre d'Études et de Recherches Psychotechniques.
Il est directeur adjoint de l'École Pratique des Hautes Études à la Sorbonne. La curiosité très vaste qui anime son activité en continu l’amène à une connaissance étendue des divers champs de la psychiatrie et de la psychanalyse, mais sa formation scientifique va s'attacher à développer plus particulièrement la psychologie appliquée, qui deviendra « La psychologie pratiquée » au fil du temps et la psychotechnique, avec la pratique de tests devenus fiables, appuyés sur des études statistiques de grande envergure, qui vont s'appliquer à la sélection et la formation professionnelle, à la clinique, au diagnostic et au soin psychiatrique. Les tests projectifs, le Test Z, le TAT, et le test de Rorschach, leur pratique et leur évolution, l'histoire des relations sexuelles et la sociologie des relations sexuelles resteront l'objet de travaux poursuivis de 1956 à 1985, à côté de sa pratique médicale de psychiatre psychanalyste.

## Distinctions
- Officier de la Légion d'honneur
- Croix de guerre 1939-1945 (3 citations)
- Médaille commémorative des services volontaires dans la France libre
- Commandeur de l'ordre national du Mérite

## Publications
- André Morali-Daninos. Sociologie des relations sexuelles, coll. « Que sais-je ? no 1068 , juin 1982.
- André Morali-Daninos. Histoire des relations sexuelles, coll. « Que sais-je ? no 1074 , Paris. , 1965 ;  traduit en espagnol par José López Pérez sous le titre Historia de las relaciones sexuales, éd. Diana (1971).
- André Morali Daninos. Les méthodes projectives en psychologie militaire, Bulletin de psychologie, numéro thématique : Psychologie projective - théories et techniques, Année 1963 17-225 p. 348-35
- André Morali Daninos. La Psychologie appliquée, Paris, Fernand Nathan, 1956.
- DrA. Morali Daninos, Nella Canivet. Manuel, La technique du test "Z"  , Ecpa Paris 1960
- André Morali Daninos. Place de la sexualité dans les relations humaines, Cahiers du cercle laïque, 1985.

### Sources secondaires
- Marianne Lacomblez, « André Ombredane, Jean Marie Faverge et le behaviorisme» », dans Régis Ouvrier-Bonnaz et Annie Weill-Fassina (coord.), André Ombredane et Jean Marie Faverge, L’analyse du travail, ruptures et évolutions, Toulouse, Octarès (lire en ligne [PDF]), p. 11-13.
- Justin Schlegel et Francine Cerf, « Dr André Morali-Daninos 14.2.1909 - 22.8.1986 », Psychologie clinique et projective, vol. 34, no 1,‎ 1990, p. 237–253 (lire en ligne, consulté le 10 octobre 2023)
- Portrait souvenir du Dr André Morali Daninos, Monneret, Jean (entretien fait par), Aix-en-Provence, Centre de Documentation Historique sur l'Algérie, 1989.
- Bergues Hélène. «Morali-Daninos André — Sociologie des relations sexuelles». In: Population, 24e année, no 3, 1969. p. 590.
- Christine Levisse-Touzé, L'Afrique du Nord dans la guerre 1939-1945, Albin Michel, Paris, 1998 (ISBN 2-226-10069-5).
- Jacques Cantier, L'Algérie sous le régime de Vichy, Odile Jacob, Paris, 2002, 418 p. (ISBN 2738110576).
- Jacob Oliel, Les Camps de Vichy: Maghreb-Sahara, 1939-1944, Montreal, Editions Du Lys, 2005 (ISBN 2-922505-19-7)

### Sources primaires
- José Aboulker, Dr André Morali-Daninos, Jacques Zermati, Mario Faivre, Stéphane Aboulker, Dr Raphäel Aboulker, Maurice Ayoun et Paul Ruff, « La part de la résistance française dans les événements de l’Afrique du Nord », Les Cahiers français, no 47 (numéro spécial),‎ août 1943, p. 3-47
- Gabriel Esquer, 8 novembre 1942 jour premier de la libération, Éditions Charlot, 1946, 390 p., p.232
- Roger Carcassonne-Leduc, 8 novembre 1942 La Première Victoire, Editions Louis Pariente, 2000, 279 p. (ISBN 2840590530), p.190-191